# ナルニア国物語

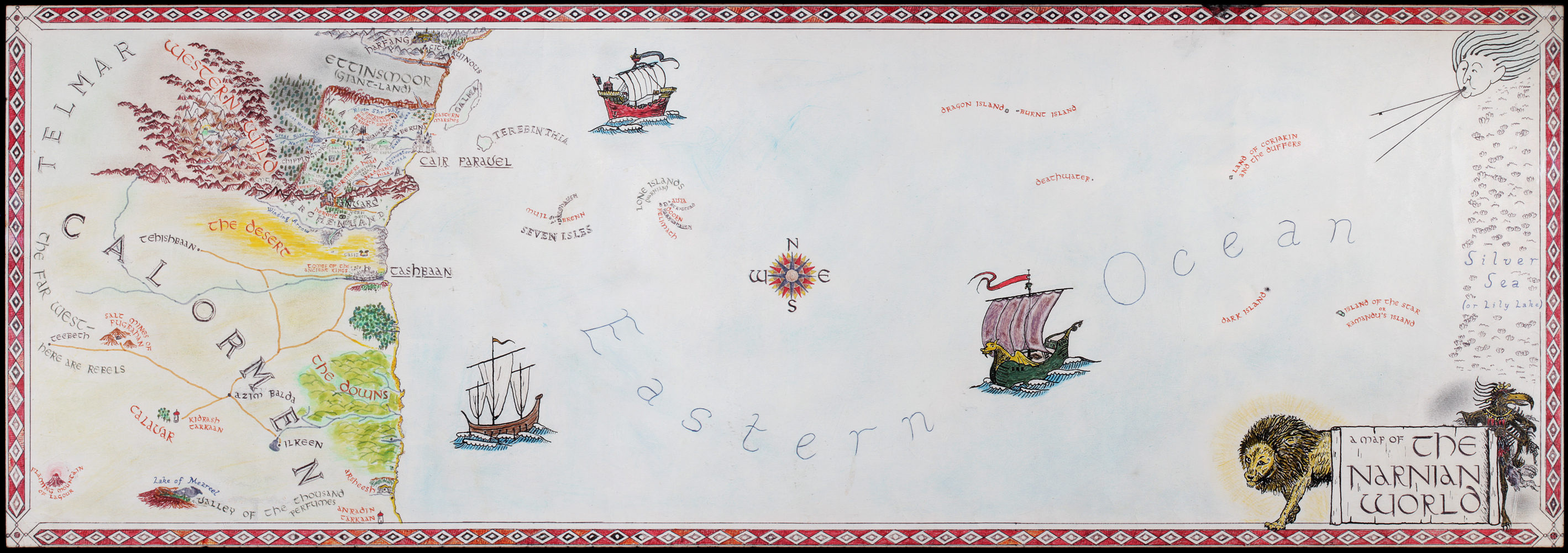
ナルニア国の地図

『ナルニア国物語』（ナルニアこくものがたり、原題: The Chronicles of Narnia）は、イギリスの作家、C・S・ルイスの全7巻からなる子供向け小説シリーズ。1950年から1956年にかけて出版された。英米児童文学第3の黄金期というべき1950年代に、イギリスのジョフリー・ブレス（Geoffry Bles）社などからポーリン・ベインズの挿絵をつけて上梓された。
日本では石井桃子、いぬいとみこ、鈴木晋一、瀬田貞二、松居直、渡辺茂男が第二次世界大戦後の児童文学についての研究結果を発表した『子どもと文学』（中央公論社、1960年）の影響もあり、1966年に岩波書店より瀬田貞二の訳で刊行され、現在まで版を重ねている。

## 構成と執筆の経緯
出版順に次の7作からなる。
1. ライオンと魔女（1950年）
2. カスピアン王子のつのぶえ（1951年）
3. 朝びらき丸 東の海へ（1952年）
4. 銀のいす（1953年）
5. 馬と少年（1954年）
6. 魔術師のおい（1955年）
7. さいごの戦い（1956年）

内容は創造主のライオン「アスラン」により開闢された架空の世界ナルニアを舞台に、20世紀のイギリスの少年少女が異世界と往復しながら、与えられた使命を果たす冒険を描いている（『馬と少年』のみナルニアの隣国の少年が主人公）。登場人物に関してはナルニア国ものがたりに登場する人物一覧を参照。
ルイスはアメリカ人の少年から読む順番についての手紙があった際、手紙の送り主がナルニアの始まりから終わりまでの出来事を順番にして読むことを提案した際には、良いものだと返事を書いた。すなわち、年代記（Chronicles）としては
1. 魔術師のおい
2. ライオンと魔女
3. 馬と少年
4. カスピアン王子のつのぶえ
5. 朝びらき丸 東の海へ
6. 銀のいす
7. さいごの戦い

の順となる。
1948年に『ライオンと魔女』を友人のJ・R・R・トールキンの前で読み聞かせたところ酷評され、しばらく原稿には手をつけなかったが、別の友人から勧められて再び書き始めた。緻密に構想を練るトールキンは、ルイスが神話や聖書の存在を混在させ、あまつさえサンタクロースを登場させた点に我慢ができなかったとされる。
1957年に『さいごの戦い』でカーネギー賞を受賞した。

## ルイスの観点
キリスト教弁証家であるC・S・ルイスが子供に向けてキリスト教の基礎を専門用語を使わずに書いた最初で最後の小説であり、自身の最も有名な仕事となった。アメリカの子供たちから「ナルニア国物語はアレゴリーか（ここでは Christian allegory としての意）」という質問があった際に、例えばジョン・バニヤンの『天路歴程』はまさしくアレゴリーだが『ナルニア』は違うと手紙で返事をした。
また『別世界にて』（中村妙子訳/みすず書房）では以下の説明をしている（引用参照）。前述の『子どもと文学』の中で、石井桃子はファンタジーの形式が優れた文学者の哲学を表現するのに適した形式であった点を指摘しているが、ルイスも『別世界にて』の中でフェアリー・テールの効用に発言している。

## 日本語訳
日本では2013年11月22日をもってC・S・ルイスの作品はパブリックドメインとなったため、多数の出版社から出版されている。ただしポーリン・ベインズが描いた挿絵は未だ保護下にあり、掲載されているのは岩波書店版のみである。各社版とも電子書籍版が刊行。
- 瀬田貞二訳『ナルニア国ものがたり』（全7巻）、岩波書店、1966年5月-1966年12月。岩波少年文庫、1985年10月-1986年3月。カラー版、2005年5月-2005年11月。
  - 固有名詞の訳語選定が独特のスタイルである。
    - Dawn Treader ＝ 朝びらき丸
    - Before you say Jack Robinson ＝ 竹屋の竹右衛門という前に
    - Puddleglum ＝ 泥足にがえもん
    - Turkish delight ＝ プリン[注 3]
- 土屋京子訳 『ナルニア国物語』（全7巻）、光文社古典新訳文庫、2016年9月-2018年3月。挿絵：YOUCHAN
  - 原作の出版順ではなく、物語の時系列順に並べ替え刊行された。
- 河合祥一郎訳 『ナルニア国物語 新訳』（全7巻）、角川つばさ文庫、2017年10月-2021年10月。角川文庫、2020年8月-2023年7月。挿絵：ソノムラ
- 小澤身和子訳 『ナルニア国物語』（全7巻）、新潮文庫、2024年11月-2025年6月。挿絵：まめふく

## 映画化
ウォルデン・メディア製作による実写映画化がなされた。Netflix製作でシリーズが再映画化される予定。
- 『ナルニア国物語/第1章: ライオンと魔女』は2005年12月アメリカ公開。日本公開は2006年3月4日（日本配給：ブエナ・ビスタ・インターナショナル・ジャパン）。2005年アカデミーメイクアップ賞を受賞。
- 『ナルニア国物語/第2章: カスピアン王子の角笛』は、アメリカで2007年12月[4]、日本では2008年5月に公開された。この作品とその後の『朝びらき丸 東の海へ』、『銀のいす』とを合わせて3部作として制作する予定もあったが[5]、2008年12月24日、アメリカのウォルト・ディズニー・カンパニーは2010年公開予定だったシリーズ第3作の制作から撤退すると発表した。同社は理由について、予算の都合と他事業の計画を考慮した結果だとしている[6]。
- 『ナルニア国物語/第3章: アスラン王と魔法の島』が、20世紀フォックスの配給により2010年12月10日に全米公開、2011年2月25日に日本公開された。制作は前2作から引き続き、ウォルデン・メディアが手掛け、主要キャストも続投された。
- 2011年3月22日、次回作は原作第6巻の『魔術師のおい』を予定していることが明かされた[7] が、後に諸々の事情により、原作第4巻の『銀のいす』に変更になった。
- 2018年10月3日、Netflixがシリーズ全作の映像化権を取得し、再映画化およびドラマシリーズ化をすると報じられた[8]。アニメ映画『リメンバー・ミー』の脚本家の1人であるマシュー・オルドリッチが主導する[9]。ただし、2020年5月時点で続報はなかった[10]。
- 2023年7月4日、Netfllixによる実写化のリメイク企画が始動。『バービー』の監督グレタ・ガーウィグが少なくとも2本の長編を監督する。2026年12月IMAX公開を目標としている[11]。

## TVドラマ
1988年にイギリスBBCで制作された（第1章〜第3章）。
Netflixによるドラマシリーズ化がなされる予定。
- 第一章 ライオンと魔女
- 第二章 カスピアン王子のつのぶえ/朝びらき丸、東の海へ
- 第三章 銀のいす

## アニメ
- 『ナルニア国物語〜ライオンと魔女〜』（原題:『The Lion, the Witch, & the Wardrobe』）。1979年にイギリス・アメリカ合作で制作された。同年エミー賞を受賞。

## 漫画
- ナルニア国物語（光文社、作画：玉樹庵）既刊5巻 電子書籍のみ

1. ナルニア国物語 1 魔術師のおい 1[12]
2. ナルニア国物語 1 魔術師のおい 2[13]
3. ナルニア国物語 1 魔術師のおい 3[14]
4. ナルニア国物語 1 魔術師のおい 4[15]
5. ナルニア国物語 1 魔術師のおい 5[16]

## 関連本
- 『ナルニア国物語解読』安藤聡、彩流社（2006年）